# Камянкі (Сім'ятицький повіт)
Камянкі (пол. Kamianki) — село в Польщі, у гміні Городиськ Сім'ятицького повіту Підляського воєводства.
Населення — 166 осіб (2011).
У 1975-1998 роках село належало до Білостоцького воєводства.

## Демографія
Демографічна структура станом на 31 березня 2011 року:
|          | Загалом | Допрацездатний вік | Працездатний вік | Постпрацездатний вік |
| -------- | ------- | ------------------ | ---------------- | -------------------- |
| Чоловіки | 81      | 22                 | 49               | 10                   |
| Жінки    | 85      | 21                 | 49               | 15                   |
| Разом    | 166     | 43                 | 98               | 25                   |